# Наум Гребнев
Наум Исаевич Гребнев, с истинско фамилно име: Рамбах, 20 ноември 1921 г., Харбин, Хейлундзян, Република Китай – 2 януари 1988 г., Москва, СССР, е съветски поет, преводач на народна поезия на Кавказ и Изтока и произведения на класически поети (прави преводи от арменски, грузински, казахски, киргизки, монголски и други езици).
В превода или с участието на Наум Гребнев са издадени над 150 книги.

## Биография
Наум Гребнев е роден на 20 ноември 1921 г. в Харбин в еврейско семейство. Баща му, Исай Нахимович Рамбах (1886 – 1931), е редактор на съветски вестник на руски език („Вперед“, „Трибуна“) в Харбин от 1919 до 1924 г. От юли 1926 г. работи в Москва в съветския търговски флот, след това във Всесъюзния съюз на химическата промишленост (Всесъюзния съюз на химическата промишленост на СССР „Всехимпром“), умира през септември 1931 г. в Москва.
Майка му, Леа Йосифовна Рамбах (моминско име: Галберг, 1899 – 1991), в ежедневието наричана Елизавета Йосфовна, е учителка по чужд език и преводачка, след евакуацията преподава английски език в Ташкент.
Наум Гребнев участва във Великата отечествена война от самото начало, тъй като по това време той служи на границата, близо до Брест. Отстъпва с Червената армия, попада в блокадата на Харков (Изюм-Барвенковски), където германците пленяват 130 000 червеноармейци, и е сред малцината оцелели, прекосява Северски Донец, бие се близо до Сталинград, ранява се три пъти и след последното си нараняване е уволнен на 12 януари 1944 г. Той озаглавява мемоарите си за войната „Войната беше най-сериозното събитие в моя живот“. Расул Гамзатов също черпи от военния си опит, когато превежда поемата „Жеравите“ (Журавли).
След войната Наум Гребнев учи с Гамзатов в Литературния институт и тогава започва тяхното приятелство и сътрудничество. Завършва Института за литература през 1949 г. Гребнев превежда и стиховете на бащата на Расул Хамзатов, Хамзат Цадасай.
През 1951 г. Наум Гребнев е критикуван за използването на литературен псевдоним от Михаил Бубеннов в статията „Нужни ли са сега литературните псевдоними?“.
Наум Гребнев умира на 2 януари 1988 г. в Москва. Погребан е на гробището в Переделкино.